# Robert Jenrick
Robert Edward Jenrick (født 9. januar 1982) er en britisk politiker, der er medlem af det britiske konservative parti og er tidligere minister i konservativt ledede regeringer under Boris Johnson, Liz Truss og Rishi Sunak. Jenrick har været medlem af Underhuset siden 2014.
Jenrick er uddannet på St John's College ved Cambridge, hvor han læste historie og senere ved University of Pennsylvania, hvor han studerede statskundskab. Derefter læste han jura og uddannede sig til advokat. 
Han var juniorminister i finansministeriet under finansminister Philip Hammond fra 2018 til 2019 og blev af Boris Johnson i juli 2019 udnævnt til minister for boliger, lokalsamfund og lokalforvaltning, en stilling han havde indtil han blev fyret i september 2021.
Da Liz Truss tiltrådte som regeringschef, blev Jenrick i september 2022 udnævnt til sundhedsminister, og da Truss måneden efter blev afløst af Rishi Sunak, blev Jenrick udnævnt til immigrationsminister. Den 6. december 2023 trådte Jenrick tilbage som immigrationsminister på grund af "stærke uenigheder" med regeringens Rwanda-asylplan, idet han argumenterede for, at planen ikke var tilstrækkelig vidtgående til at håndtere ulovlig immigration, og Jenrick var herefter menigt parlamentsmedlem under resten af Sunaks regeringsperiode.
Efter det konservative valgnederlag ved parlamentsvalget i 2024 trådte Sunak tilbage som leder af det konservative parti, og Jenrick meddelte sit kandaditur til posten som formand for partiet.

## Opvækst og erhvervskarriere
Robert Jenrick blev født den 9. januar 1982 i Wolverhampton og voksede op i Shropshire nær byen Ludlow, og senere i Herefordshire. Hans far arbejdede som gasmontør og hans mor som sekretær.
Jenrick gik i privatskole på Wolverhampton Grammar School, før han læste historie på St John's College ved universitetet i Cambridge, hvorfra han dimitterede i 2003. Han opnåede et stipendium til at studere statskundskab ved University of Pennsylvania fra 2003 til 2004. Efterfølgende læste han jura ved The College of Law i 2005 og gennemførte juridisk praktik ved BPP Law School i 2006. Jenrick fik advokatbestalling i 2008 og arbejdede som advokat ved advokatfirmaerne Skadden Arps og Sullivan & Cromwell i London og Moskva.
Umiddelbart før han blev valgt til parlamentet i 2014, var Jenrick direktør for auktionshuset Christie's.

## Parlamentarisk karriere

### Tidlig karriere
Jenrick stillede op til det britiske parlamentsvalg i 2010 i kredsen Newcastle-under-Lyme, men tabte til Labours kandidat med 1.582 stemmer.
I juni 2014 blev afholdt suppleringsvalg i valgkredsen i Newark, hvor Jenrick stillede op og vandt det ledige mandat efter det siddende medlem Patrick Mercer havde trukket sig efter en lobbyskandale.
Ved det britiske parlamentsvalg i 2015 blev Jenrick genvalgt i Newark 57% af stemmerne (et flertal på 18.474 stemmer), det største flertal Newark-kredsens historie.
Jenrick var modstander af Brexit forud for den britiske folkeafstemning i 2016.
Ved valget i Storbritannien i 2017 blev Jenrick igen genvalgt med 62,7% af stemmerne i Newark-kredsen.
Han blev udnævnt til juniorminister i finansministeriet af premierminister Theresa May ved hendes regeringsrokade i januar 2018.

### Minister for boliger, lokalsamfund og lokalforvaltning (2019-2021)
Efter Boris Johnson blev premierminister ved det konservative partis ledervalg i 2019, blev Jenrick udnævnt til minister for boliger, lokalsamfund og lokalforvaltning. Han tiltrådte embedet den 24. juli 2019 og blev det yngste medlem af Johnsons kabinet.
Ved det britiske parlamentsvalg i 2019 blev Jenrick atter genvalgt i Newark-kredsen, nu med 63,3% af stemmerne (et flertal på 21.816 stemmer).
Den 15. september 2021 blev det meddelt, at Jenrick var blevet afskediget som minister efter at Boris Johnson havde foretaget en regeringsrokade. Han blev efterfulgt af Michael Gove.

### Sundheds og immigrationsminister (2022-2023)
Jenrick blev i september 2022 af Liz Truss udnævnt til sundhedsminister og i oktober 2022 blev Jenrick af nytiltrådte premierminister Rishi Sunak udnævnt til immigrationsminister.
Som immigrationsminister har Jenrick givet udtryk for, at velfærden for illegale migranter ikke bør sættes over det britiske folks velfærd, og at Storbritannien ikke bør være en magnet for de millioner af mennesker, der søger bedre økonomiske udsigter.
Den 6. december 2023 trådte Jenrick tilbage fra sin stilling på grund af "stærke uenigheder" med regeringens planer om etablering af et asylcenter i Rwanda og udtalte, at forslaget ikke var tiltrækkeligt vidtrækkende.
Ved parlamentsvalget i 2024 blev Jenrick genvalgt med 39,2% af stemmerne i kredsen og et flertal på 3.572 stemmer.

### I opposition
Den 25. juli 2024 meddelte Jenrick, at han stillede op til valget som afløser for Rishi Sunak, der efter det konservative valgnederlag havde trukket sig tilbage som leder af partiet. Under den første afstemning blandt de konservative parlamentsmedlemmer var han den kandidat, der opnåede flest stemmer; 28 stemmer i alt. I den anden parlamentsafstemning fik Jenrick 33 stemmer og var igen den kandidat, der opnåede flest stemmer.
Den 9. oktober 2024 blev Jenrick nummer to ved den sidste runde af afstemningen blandt de konservative parlamentsmedlemmer om valget til ny partileder, og nåede derfor videre til afstemningen blandt partiets medlemmer, som vil afgøre hvem der bliver partiets nye leder. Ved valget deltager Jenrick og modkandidaten Kemi Badenoch.

## Privatliv
Jenrick er gift med den israelsk-fødte Michal Berkner, der er barnebarn af Holocaust- overlevende og uddannet erhvervsadvokat. Sammen har de tre døtre, som de opdrager i den jødiske tro.